# Chủ quyền nghị viện
Chủ quyền nghị viện, hoặc gọi tối thượng nghị viện, là một hạng mục nguyên tắc của chế độ dân chủ, trong đó nghị viện chiếm lấy quyền lực nhà nước tối cao, địa vị của nó ở trên các cơ quan khác. Nó được xác lập trước nhất do "Dự luật quyền lợi" năm 1689 của Anh Quốc. Chủ trương địa vị pháp luật của nghị viện cao hơn cơ quan hành chính và cơ quan tư pháp, cơ quan hành chính cần giữ trách nhiệm trước nghị viện, nghị viện có quyền tổ chức và giám sát đôn đốc chính phủ; nghị viện có thể chế định và tu chính pháp luật phổ thông và pháp luật mang tính hiến pháp, các cơ quan khác không có quyền bãi bỏ pháp luật của chế độ nghị viện hoặc tuyên bố nó không có hiệu lực.
Kì họp của nghị viện cử hành ở trong một khoảng thời gian nhất định. Phương thức cơ bản mà nghị viện tiến hành công việc chia làm hai loại kì họp thường kì và kì họp bất thường. Kì họp thường kì còn gọi là kì họp thường lệ, đa số các nước đều có quy định rõ ràng về  số lần, ngày họp, thời gian triệu tập mở họp mà hội nghị thường kì cử hành mỗi năm. Thí dụ Nhật Bản quy định, kì họp thường kì quốc hội mỗi năm triệu tập một lần, thông thường triệu tập vào trung tuần tháng 12 mỗi năm, ngày họp là 150 ngày. Kì họp bất thường còn gọi là kì họp tạm thời, kì họp đặc biệt, kì họp khẩn cấp, là kì họp mà nghị viện cho biết là có cần thiết để triệu tập mở họp ngoài ngày họp của kì họp thường kì, thông thường do nguyên thủ nhà nước, nghị trưởng, người đứng đầu chính phủ hoặc số lượng nghị sĩ nhất định yêu cầu triệu tập mở họp. Các nước có nghị viện theo chế độ lưỡng viện, kì họp nghị viện thông thường do hai viện tách ra triệu tập mở họp riêng. Lúc cần thiết có thể triệu tập mở họp hội nghị liên tịch lưỡng viện. Kì họp nghị viện thông thường do nghị trưởng chủ trì, nội dung kì họp chủ yếu là nghe lấy báo cáo, tuỳ một vấn đề nào đó mà đề xuất dự luật hoặc tiến hành biện luận dự luật và làm ra quyết định. Cử hành công khai, cho phép dự thính, truyền dẫn tin tức và công bố văn bản ghi chép của kì họp, người tham dự kì họp cần phải tuân thủ quy tắc nghị sự và kỉ luật nội bộ của kì họp.
Chủ quyền nghị viện thông thường hình thành tương phản cùng với phân lập quyền lực và thẩm tra tư pháp. Trong hệ thống phân lập quyền lực, chức năng của cơ quan tư pháp phần lớn bị hạn chế trong việc chế định pháp luật phổ thông. Đồng thời, bên trong các nước có thiết lập cơ quan thẩm tra tư pháp, pháp luật do cơ quan lập pháp thông qua có khả năng bị tuyên bố không có hiệu lực ở trong một số tình huống nào đó.
Các nước chọn dùng chế độ chủ quyền nghị viện có: Anh Quốc, Phần Lan, Israel, Hà Lan, New Zealand, Thuỵ Điển, Na Uy, Đan Mạch, Singapore, Iceland, Jamaica, Papua New Guinea, Quần đảo Solomon, v.v

## Anh Quốc

### Lịch sử
Quốc hội bao gồm, theo luật sư (dù từ thường có ý nghĩa khác trong hội thoại), Nhà Vua, Thượng nghị viện và Hạ nghị viện, ba cơ quan hợp tác gọi là "Nhà Vua trong Quốc hội" và làm thành Quốc hội. Nguyên tắc bá quyền lập pháp chỉ như vậy thôi, nghĩa là Quốc hội định như trên, theo hiến pháp Anh Quốc, có quyền làm hay bãi bỏ mọi luật; hơn nữa, pháp luật Anh Quốc không công nhận bất cứ ai hay cơ quan nào có quyền bãi bỏ luật của Quốc hội— A.V. Dicey Introduction to the Study of the Law of the Constitution (1885)

Vào thế kỷ 17 ở Anh Quốc, khái niệm Quốc hội, bao gồm Hạ viện và Thượng viện, chia sẻ chủ quyền cùng với Nhà Vua hình thành theo cách giải thích lịch sử Quốc hội sai lạc, mãi đến khi Luật lời thề đăng quang 1688 thay đổi Lời thề đăng quang do Cách mạng vinh quang thì Quốc hội mới công nhận là một phần của chính thể, pháp luật sau đấy bắt nguồn từ Nhà Vua và Quốc hội. Năm sau, Luật quyền lợi 1689 và Luật quyền lợi Cách Lan 1689 thông qua, ấn định quyền lợi nhất định của Quốc hội Anh Quốc (bấy giờ bao gồm Xứ Wales), Cách Lan và hạn chế quân quyền. Hơn nữa, năm 1698 Quốc hội làm Danh sách chi phó, là kế hoạch tài chính buộc Quốc vương phải phụ thuộc Quốc hội vì thu nhập.
Sau năm 1689, chủ quyền nghị viện ở Anh Quốc rõ rệt trong mối quan hệ Quốc hội Anh Quốc, Cách Lan và Á Nhĩ Lan; Luật giải quyết 1701 xâm phạm Cách Lan, Cách Lan phản lại bằng Luật an ninh 1704, Anh Quốc quật lại bằng Luật người nước ngoài 1705. Cuối cùng vấn đề giải quyết bằng cách kết hợp nghị hội của Anh Quốc và Cách Lan mà thành lập Quốc hội Vương quốc, dù "chỉ là Nghị hội Anh Quốc mở rộng." Tuy nhiên, tính hợp lý của cách giải thích trên dựa trên việc Nghị hội Anh Quốc cùng Nghị hội Cách Lan giao quyền lực của chúng cho Quốc hội Vương quốc theo Hiệp ước Liên hợp mà Luật liên hợp 1706/7 thi hành. Đúng hơn thì hai nghị hội cùng "dồn" quyền lực của chúng. Hoặc nguyên tắc chủ quyền nghị viện bắt nguồn từ Luật liên hợp 1707 hoặc nguyên tắc bắt đầu phát triển sau đạo luật, quyền tự chủ của Nghị hội Á Nhĩ Lan cũng bị công kích và Luật Nghị hội Á Nhĩ Lan 1720 buộc nghị hội phải phụ thuộc Vương Quốc. "Luật thành lập 1782" loại trừ tính tối cao của Quốc hội Vương quốc với Á Nhĩ Lan trong thời gian ngắn, nhưng Nghị hội Á Nhĩ Lan sát nhập với Nghị hội Anh Quốc do Luật liên hợp 1800.
Nguyên tắc chủ quyền nghị viện có thể tóm tắt trong ba điểm:
- Quốc hội có quyền làm luật về mọi loại việc
- Quốc hội khóa này không thể ràng buộc Quốc hội khóa sau (không thể thông qua luật mà Quốc hội khóa sau không thể thay đổi)
- Luật chính đáng của Quốc hội, tòa án không thể xem xét, Quốc hội là cơ quan lập pháp tối cao.

Vài học giả và thẩm phán không tin quan điểm truyền thống rằng Quốc hội không thể tự ràng buộc bản thân mà cho rằng cơ quan có thể tự áp đặt hạn chế thủ tục (hay "hình thức") lên bản thân vì Quốc hội triệu tập và hoạt động theo nghị quy.
Nguyên tắc chủ quyền nghị viện bắt đầu bị thách thức bằng Luật quốc hội 1911, ý nghĩa của Quốc hội thay đổi theo lời tựa hối tiếc của Dicey trong Introduction to the Study of Law of the Constitution (1915) tái bản lần thứ tám, trong thực tế Nội các và chính đảng tối cao, tuy nhiên theo pháp luật Quốc hội vẫn có chủ quyền nghị viện mà phần của Hạ nghị viện tăng.
Pháp luật châu Âu không công nhận nguyên tắc chủ quyền nghị viện của Anh Quốc, hiên tại tòa án Anh Quốc công nhận tính tối cao của luật Liên minh châu Âu với loại việc mà Liên minh có quyền làm luật về. Tuy nhiên tính tối cao này bắt nguồn từ Luật Cộng đồng châu Âu 1972 và luật sau này, Luật Liên minh châu Âu 2011 đinh rằng luật Liên minh có thể áp dụng chỉ bằng Luật Cộng đồng châu Âu hay luật khác có cùng vai trò. Quốc hội bãi bỏ Luật 1972 vào năm 2019 và Anh Quốc thoát khỏi Liên minh châu Âu vào năm 2020, chứng minh rằng Quốc hội khóa trước không ràng buộc Quốc hội khóa sau.

### Anh Quốc và Vương quốc Liên hợp
Sử gia người Mỹ lấy chủ quyền nghị viện làm lý do luật Anh Quốc không có khái niệm đúng thủ tục pháp lý của nước Mỹ, có nhiều tranh luận rằng nguyên tắc cũng quan trọng trong việc Anh Quốc phát triển khái niệm quyền lợi tự do.
Nguyên tắc chủ quyền nghị viện phát dương trong Luật Thiệt hại Chiến tranh 1965, Lord Bingham duy trì đạo luật trong vụ R (Jackson) với Tổng chưởng lý mà xử rằng:
Nền tảng của Hiến pháp Anh Quốc là... bá quyền của Quốc hội

Tuy nhiên, chủ quyền pháp luật phải phân biệt với chủ quyền chính trị, Quốc hội không tối cao về mặt chính trị, nghĩa là nếu Quốc hội thông qua luật không phổ biến hay áp bức thì luật không thể thi hành trong thực tế; công chức chấp pháp trong các Bộ có thể dùng kẽ hở hay từ ngữ mập mờ trong luật mà không thi hành và tòa án chắc chắn sẽ giải thích và lập án lệ cho khỏi thi hành. Tuy vậy nhưng không nghĩa rằng Quốc hội không có chủ quyền pháp luật mà vẫn có thể làm mọi luật theo nhiều quan điểm, điều này Lord Reid nói rõ trong vụ Madzimbamuto với Lardner-Burke [1969] 1 AC 645: 
Thường nói rằng Quốc hội vi hiến nếu làm những việc nhất định, nghĩa là các lý do đạo đức, chính trị và lý do khác thuyết phục đến nỗi nhiều người sẽ xét hành vi ấy không đúng, nhưng vậy không nghĩa rằng hành vi ngoài quyền hạn của Quốc hội, nếu Quốc hội quyết định làm thì tòa án sẽ không tuyên bố luật vi hiến

### Cách Lan và những đạo luật liên hợp
Không chắc chắn rằng chủ quyền nghị viện bao gồm quyền tự ý sửa đổi Luật liên hợp.

### Sự kiện gần đây
Trong những năm gần đây, vài thẩm phán và học giả ở Anh Quốc và New Zealand thách thức quan điểm truyền thống rằng Quốc hội tối cao, người khác lại từ chối những luận điểm ấy. Nhiều sửa đổi hiến pháp ở Anh Quốc đã ảnh hưởng cuộc tranh luận mới về chủ quyền nghị viện:
1. Việc ủy quyền cho cơ quan lập pháp của Cách Lan (Nghị hội Cách lan), Xứ Wales (Đại hội Wales) và Bắc Á Nhĩ Lan (Đại hội Bắc Á Nhĩ Lan), ba cơ quan có quyền làm luật trong quyền hạn của chúng, nhưng mọi quyền lực đều bắt nguồn từ Quốc hội Anh Quốc và có thể thu hồi đơn phương. Như ví dụ, Đại hội Bắc Á Nhĩ Lan đã bị giải tán nhiều lần vì bế tắc chính trị.
2. Tư cách thành viên Cộng đồng châu Âu, sau này Liên minh châu Âu, của Anh Quốc từ năm 1973. Theo Tòa án tối cao châu Âu, Liên minh châu Âu thay mặt "trật tự luật quốc tế mới, có lợi ích chỉ nếu nước thành viên hạn chế chủ quyền của họ trong địa phận nhất định". Anh Quốc gia nhập trật tự pháp lý, nhưng vì bằng luật của Quốc hội — chủ yếu Luật Cộng đồng châu Âu 1972 — nên Quốc hội có quyền làm luật đơn phương rời bỏ Liên minh hay ngưng việc thi hành luật châu Âu ở Anh Quốc. Luật Liên minh châu Âu 2011 tái khẳng định rằng chủ quyền ở Quốc hội Anh Quốc, điều 18 định rằng: "Luật châu Âu áp dụng hay hữu hiệu trực tiếp (quyền lợi, trách nhiệm, nghĩa vụ, hạn chế, phương tiện bảo vệ và thủ tục mà điều 2 (1) của Luật Cộng đồng châu Âu 1972 viện dẫn) công nhận và hữu hiệu ở Anh Quốc hội chỉ do chính nó hay cần phải công nhận và hữu hiệu bằng luật khác."[21] Luật cũng ấn định phải trưng cầu dân ý nếu muốn giao quyền cho Liên minh châu Âu (dù có thể bị luật khác bãi bỏ). Hoặc theo cuộc trưng cầu dân ý thoát Âu 2016, luật rời bỏ Liên minh châu Âu có thể đồng thời thông qua với việc theo thủ tục trong điều 50 của Hiệp ước Lisbon, theo ấy nước thành viên báo ý định rời bỏ với Hội đồng châu Âu và Liên minh cùng nước thương lượng về hiệp định thoát ly. Hiệp ước sẽ không áp dụng ở nước từ ngày có hiệp định hoặc hai năm sau khi có báo.
3. Sau vụ Thoburn với Sunderland City Council vài luật xem như được bảo vệ như hiến luật, vụ này về sửa đổi với Luật cân đo lường 1985 của Lệnh 1994 về Luật cân đo lường 1985 (Hệ mét hóa) (Sửa đổi) theo Chỉ thị 80/111/EEC, định rằng đơn vị Anh Quốc được biểu lộ, miễn là có đơn vị hệ Mét lớn hơn biểu lộ cạnh. Thoburn bị kết tội vì chỉ trưng bày đơn vị Anh Quốc, ông bào chữa rằng việc cho phép dùng đơn vị Anh Quốc hạn chế không hợp với điều 2 (2) của Luật Cộng đồng châu Âu 1972, vậy nên điều đã bị bãi bỏ ngầm. Tuy nhiên thẩm phán Laws phán quyết rằng những đạo luật có tính quan trọng về mặt hiến pháp như Đại hiến chương và Luật Cộng đồng châu Âu 1972 không thể bị bãi bỏ ngầm, phán quyết cũng đem khái niệm "phân cấp pháp lý", có dùng ở các nước châu Âu khác, vào hiến luật Anh Quốc. Dù vậy, nếu Quốc hội biểu lộ dự định bãi bỏ bất cứ đạo luật nào thì mọi luật có thể bị bãi bỏ, duy trì chủ quyền nghị viện.
4. Việc ban hành Luật nhân quyền 1998 hợp vài phần của Công ước châu Âu về Nhân quyền vào luật quốc gia, đạo luật cho phép tòa án Anh Quốc ban hành tuyên bố không tương thích nếu xét rằng luật của Quốc hội vi phạm quyền lợi mà Luật nhân quyền bảo đảm. Mục đích của tuyên ngôn không phải là bãi bỏ luật vi phạm mà là báo Quốc hội biết để cân nhắc sửa đổi. Việc này không vi phạm chủ quyền nghị viện vì Quốc hội có thể từ chối sửa đổi, theo nguyên tắc chủ quyền nghị viện Luật nhân quyền, như tư cách thành viên Liên minh châu Âu, có thể bị Quốc hội hủy bỏ, thậm chí việc phê chuẩn công ước không ngoài quyền hạn Quốc hội.

Tuy nhiên, Quốc hội về mặt lý thuyết có thể ngưng làm bổn phận của mình hay bãi bỏ mọi hạn chế áp đặt với quyền lập pháp.

## Úc
Trong chính thể liên bang, nghị hội tiểu bang và liên bang ở Úc không hoàn toàn có chủ quyền nghị viện. Quốc hội Liên bang do hiến pháp thành lập và có chỉ quyền liệt kê. Quyền lập pháp của mỗi tiểu bang vốn có nhưng bị hiến pháp liên bang, hiến pháp tiểu bang và quyền liên bang hạn chế.
Trong bối cảnh này, chủ quyền nghị viện có hai nghĩa: hoặc cơ quan lập pháp có quyền làm và bãi bỏ mọi luật hoặc quyền lập pháp mà trong quyền hạn của cơ quan thì tòa án không thể thách thức hay xem xét. Cách giải thích thứ hai hợp với chính thể liên bang và xem xét tư pháp hơn vì tòa án không thể xem xét việc hành sử quyền lợi dựa trên chỉ bản chất.
Blackshield cùng Williams giải thích rằng "ở Úc, khái niệm chủ quyền nghị viện phải hiểu trong những hạn chế và quyền hạn mà hiến pháp liên bang và tiểu bang ấn định." Hiến pháp giao quyền lập pháp cho Quốc hội liên bang, nhưng chỉ với loại việc nhất định. Điều 128 của hiến pháp liên bang quy định cách thức tu chính hiến pháp, hạn chế thêm quyền của Quốc hội liên bang.
Điều khoản tối cao (điều 109 hiến pháp) ưu tiên luật liên bang so với luật tiểu bang, quyền lập pháp của tiểu bang bị hạn chế nếu chính phủ liên bang có quyền lập pháp đồng thời; hơn nữa, với những loại việc mà có quyền lập pháp đồng thời về, Quốc hội liên bang có thể, ngầm hay bằng văn, đình chỉ luật tiểu bang. Quốc hội liên bang có độc quyền lập pháp về những loại việc liệt kê trong điều 52 và 92 hiến pháp, nghĩa là tiểu bang không thể làm luật trong bộ môn. Theo điều 96, chính phủ liên bang cũng có thể dùng hỗ trợ tài chính mà thuyết phục tiểu bang không dùng quyền lập pháp, như ngưng thu thuế thu nhập.
Quyền của nghị hội tiểu bang có hạn chế thủ tục, là thủ tục lập pháp hạn chế, điều 6 Luật Úc định rằng luật về "hiến pháp, quyền hay thủ tục của nghị hội" vô hiệu, trừ phi thông qua theo đúng thủ tục do nghị hội làm.

## Bỉ
Trong 40 năm qua, có sự thay đổi về mối quan hệ Quốc hội tòa án ở Bỉ, "nguyên tắc chủ quyền nghị viện tuyệt đối của nghị hội đã bị thủng, bây giời không chỉ phụ trách trước nhân dân mà còn trước tòa án. Phán quyết Le Ski ngày 27 tháng 5 năm 1971 chọc lỗ thủng đầu tiên, Tòa án tối cao duy trì tính tối cao của lệ luật quốc tế tự thi hành. Năm 1980, Điều 142 Hiến pháp (trước kia Điều 107) thành lập Tòa án trọng tài, là Tòa án hiến pháp hiện tại, có quyền xem xét bãi bỏ pháp luật, tòa ban hành phán quyết đầu tiên vào ngày 5 tháng 4 năm 1985.
Tòa án hiến pháp chọc thủng nguyên tắc chủ quyền nghị viện tuyệt đối của nghị hội lần thứ hai trong phán quyết số 31/96 vào ngày 15 tháng 5 năm 1996, trước đó Tòa án hành chính tối cao Bỉ luôn nhận rằng việc xem xét hủy bỏ hành vi hành chính của Quốc hội ngoài quyền hạn tòa. Tòa án hiến pháp mở đường xem xét tư pháp hành vi của Quốc hội khi phán định rằng việc không có khả năng yêu cầu hủy bỏ vi phạm nguyên tắc bình đẳng và phi kỳ thị hiến định; luật ngày 25 tháng 5 năm 1999 và 15 tháng 5 năm 2007 đặt hành vi và nghị quy của nghị hội quan hệ với thái cấu công và công chức vào trong quyền hạn của Tòa án hành chính tối cao.
Cuối cùng, tòa án không ngần ngại chế tài nghị hội vì quyết định về nghị viên hay tổ chức chính trị khi quyền lợi có thể lâm nguy, quyền lợi của nghị viên được tòa án bảo vệ, nguyên tắc áp dụng với quyền lợi có căn bản pháp luật và quyền lợi có căn bản hành chính.

## Canada
Cơ quan lập pháp tiểu bang có chủ quyền nghị viện về những loại việc trong quyền hạn mình và có quyền làm và tu chính hiến pháp của mình theo đa số như British Columbia, nhiều tiểu bang khác có hiến pháp bất thành văn như New Zealand và Anh Quốc.
Quốc hội liên bang có chủ quyền nghị viện với những loại việc của mình, nhưng nhiều tu chính án hiến pháp có thể làm chỉ có Quốc hội cùng hai phần ba số tiểu bang có 50% dân số hay, trong một vài trường hợp, cùng mọi tiểu bang đồng ý.
Ngoài ra, tuy tòa án có thể thách thức và bãi bỏ luật vi phạm Hiến chương quyền lợi tự do Gia Nã Đại, Quốc hội hay nghị hội tiểu bang có quyền dùng Điều 33 Hiến chương mà cho phép luật thi hành trong thời hạn 5 năm, lúc hết hạn thì vô hiệu hoặc gia hạn.

## Phần Lan
Theo Hiến pháp Phần Lan, chủ quyền thuộc về nhân dân, do Quốc hội đại diện, là cơ quan chính phủ tối cao thì có quyền lập pháp tối thượng, có thể từ chối phủ quyết của Tổng thống và tu chính hiến pháp, Phần Lan không có tòa án hiến pháp, còn tòa án tối cao không có quyền tuyên bố đạo luật vi hiến rõ ràng.
Trên nguyên tắc, tính hợp hiến của luật ở Phần Lan do đa số Quốc hội xác nhận, tuy nhiên Ủy ban Hiến luật của quốc hội xem xét mọi dự luật mập mờ và đề nghị sửa đổi nếu cần thiết. Trên thực tế Ủy ban Hiến luật đảm nhiệm công việc của tòa án hiến pháp, ngoài việc kiểm hiến trước của Ủy ban mọi tòa án Phần Lan có nhiệm vụ ưu tiên hiến pháp nếu pháp luật vi hiến.
Quyền tu hiến giao cho Quốc hội, tu chính án hiến pháp cần hai phần ba quốc hội ủng hộ nếu năm phần sáu xét khẩn cấp, hoặc theo thủ tục chậm hơn mà cần đa số quốc hội khóa hiện tại ủng hộ và hai phần ba quốc hội khóa sau ủng hộ sau cuộc bầu cử. Phần Lan có đặc điểm là quốc hội có quyền tu chính hiến pháp bằng luật thông thường theo thủ tục tu hiến. Như ví dụ, Luật tình trạng chuẩn bị ủy quyền khẩn cấp nhất định cho Chính phủ trong trường hợp khẩn cấp toàn quốc. Vì những quyền này, tương tự với chính lệnh Mỹ, ảnh hưởng quyền lợi hiến định, luật ban hành theo thủ tục làm tu chính án hiến pháp, tuy nhiên có thể bị bãi bỏ như luật thường.
Quyền hành chính Tổng thống chia sẻ cùng Nội các mà Quốc hội phải tín nhiệm Nội các. Từ khi Phần Lan độc lập vào năm 1917 đến thời kỳ tu chính hiến pháp năm 1999, Tổng thống có quyền hành chính đáng kể, cụ thể quyền tự ý tổ chức bầu cử quốc hội, để củng cố tư cách tối cao của quốc hội, tu chính án hiến pháp hạn chế hầu hết quyền lợi tổng thống, chỉ hành sử theo khuyên bảo của Nội các.

## Ấn Độ
Ở Ấn Độ, chủ quyền nghị viện phải phục tòng Hiến pháp Ấn Độ có cho phép xem xét tư pháp, trên thực tế nghĩa là trong khi quốc hội có quyền tu chính hiến pháp, tu chính án phải hợp với cấu trúc của hiến pháp. Như ví dụ, bất cứ tu chính án nào quan hệ với tính liên bang của Hiến pháp phải có đa số nghị hội tiểu bang phê chuẩn, quốc hội không thể đơn phương hành động. Hơn nữa, mọi tu chính án hiến pháp có thể, tòa án có thể xem xét. Vì vậy, bất kể quyền tu chính hiến pháp của quốc hội, Hiến pháp vẫn tối cao.

## Israel
Knesset, là cơ quan lập pháp của Israel, có quyền làm và bãi bỏ mọi luật và có chủ quyền nghị viện trên nguyên tắc, chỉ cần đa số để thông qua luật, kể cả luật có thể vi phạm Luật cơ bản Israel, trừ phi hiến pháp có điều kiện sửa đổi. Knesset có thể thông qua và tu chính Luật cơ bản bằng tư cách làm Quốc hội lập hiến. Knesset cũng giám sát hành vi chính phủ bằng các ủy ban, bầu Thủ tướng Israel, phê chuẩn Nội các, bầu Tổng thống và tiến cử Chủ kế trưởng, ngoài ra còn có quyền miễn chức Tổng thống và Chủ kế trưởng, hủy bỏ quyền miễn trừ của nghị viên, tự giải tán và tổ chức bầu cử mới.

## Ý
Chủ quyền nghị viện của Quốc hội Ý bắt nguồn từ đặc quyền nghị hội, nhưng trong một trong những phán quyết đầy đủ, thuyết phục và "hệ thống" nhất, Tòa án Hiến pháp (báo cáo viên Carlo Mezzanotte) cho phép xem xét tư pháp "hành vi nội bộ". Tàn dư của thuyết cũ vẫn được tòa án hành chính ủng hộ, là không cho phép tòa án xem xét hành vi mỗi viện Quốc hội. Việc cách ly vài hành vi của Chủ tịch mỗi viện Quốc hội bị chỉ trích vì không cho phép xem xét tư pháp, cả khi quan hệ với quyền lợi công dân; điều này làm Quốc hội xung đột tư pháp trước Tòa án hiến pháp, tòa tạo yếu tố hữu dụng để hạn chế định nghĩa pháp lý mà thúc đẩy học thuyết pháp lý về quá trình tiến hóa chủ quyền nghị viện của Quốc hội.

## New Zealand
Khái niệm chủ quyền nghị viện ở New Zealand bắt nguồn từ Anh Quốc
Quan điểm hiến pháp ở New Zealand rất rõ ràng: Quốc hội tối cao và nhiệm vụ của tòa án là giải thích pháp luật do Quốc hội làm, tòa án không có quyền xem xét tính hợp hiến của luật làm theo đúng thủ tục.

Vài chuyên gia pháp như Robin Cooke thách thức mức độ chủ quyền nghị viện của quốc hội, có một vài luật cùng tiền lệ chính trị hạn chế chủ quyền nghị viện. Như ví dụ, nhiệm kỳ tối đa của Quốc hội và các vấn đề quan hệ với hệ thống bầu cử chỉ có thể sửa đổi có đại đa số quốc hội hay đa số trong cuộc trưng cầu dân ý.